# La Cañada de Verich
La Cañada de Verich (la Canyada de Beric en catalán) es un municipio y localidad española de la provincia de Teruel, en la comunidad autónoma de Aragón. El término municipal, ubicado en la comarca del Bajo Aragón, tiene una población de 80 habitantes (INE 2024).

## Historia
Su topónimo alude al término latino “canna”, refiriéndose a “valle estrecho” o “valle de un torrente”. A éste acompaña el término Verich, que seguramente sería un antropónimo. El pueblo está en el área conocida como la Franja, la parte de Aragón que limita con la vecina región catalana. En catalán, La Cañada de Berich, se escribe la Canyada de Beric.
Como otras localidades de la zona, la Cañada de Verich formó parte de la donación territorial que Alfonso II hizo a la Orden de Calatrava. Perteneció a la encomienda calatrava durante toda la Edad Media. En 1491 los Reyes Católicos conceden a la localidad Carta Puebla, para fomentar la repoblación, y Felipe II, en 1547, le otorga el título de villa.
A mediados del siglo XIX, la villa tenía contabilizada una población de 151 habitantes. Aparece descrita en el quinto volumen del Diccionario geográfico-estadístico-histórico de España y sus posesiones de Ultramar de Pascual Madoz de la siguiente manera:

CAÑADA BERIC: v. con ayunt. de la prov. de Teruel (20 leg.), part. jud. y adm. de rent. de Alcañiz (4), aud. terr. c. g. y dióc. de Zaragoza (20): sit. en terreno montuoso y quebrado disfruta sin embargo buena ventilacion y clima saludable; tiene 40 casas distribuidas en 1 plaza pequeña y 3 calles, y ademas la municipal en la que está la cárcel; 1 escuela de primeras letras dotada con 700 rs. vn. y frecuentada por 12 discípulos y 1 igl. parr. (San Blas), servida por 1 cura y 1 sacristan; el curato se provee por S. M. ó el diocesano previa oposicion en concurso general, y el edificio es de piedra silleria y muy sólido: el cementerio ocupa un parage ventilado fuera de la pobl.; los vec. de esta se surten para beber y usos domésticos, de las aguas de una fuente que hay en la v. juntamente con las de otra de entre varias que brotan en el térm. el cual confina por N. con los de Torrevelilla y Belmonte, por E. y S. con el de Cerollera, y por O. con el de Ginebrosa, y se estiende 1/4 de hor. de N. á S. y 3/4 de E. á O., encontrándose en su circunferencia una ermita ú oratorio dedicado á Ntra. Sra. del Pilar muy cerca del pueblo, y 1 venta á 1/4 de dist. el terreno es montuoso y estéril; tiene montes poblados de pinos y maleza, aunque los árboles que se cortan no aprovechan para maderage sino en clase de reparos, porque sou cortos y torcidos; abunda en combustible y yerbas de pasto para los ganados: no corre por el r. alguno y solo se fertiliza un trozo que se llama la Val, aprovechando las aguas de las varias fuentes que segun hemos dicho brotan en el térm.; hay plantacion de algunos olivos, moreras y viñedo. caminos: son locales y de herradura; se hallan en regular estado, y entre estos se eneuentra el que de Zaragoza conduce á Vinaroz: el correo se recibe por balijero de la estafeta dé Belmonte; llega los martes y sábados, y sale los lunes y jueves. prod. trigo, centeno, cebada, avena, aceite, vino, seda, patatas y maiz; cria ganado lanar y cabrio y caza de perdices, conejos y liebres: La ind. se reduce á la del molino harinero, y el comercio á la esportacion de alguna de sus prod. é importacion de los art. de que carece la v. pobl.: 38 vec. 151 alm., cap. imp. 19,739 rs. vn.
(Madoz, 1846, p. 482)

## Demografía
La Cañada de Verich cuenta con una población de 80 habitantes (INE 2024).
| Gráfica de evolución demográfica de La Cañada de Verich entre 1842 y 2021                                           |
| |
| Población de derecho según los censos de población del INE Población de hecho según los censos de población del INE |

El área del término municipal es de 10,86 km².

## Economía
La Cañada de Verich ha vivido tradicionalmente de la ganadería y la agricultura. Los cultivos habituales de la zona como son el olivo y el cereal. A consecuencia de la gran helada que tuvo lugar en el año 1956, que terminó con la mayoría de los olivos, se extendió por la zona el cultivo del almendro.
En esta localidad es destacable la actividad minera. En los casi 11 km² del término municipal, se encuentran minas dedicadas a la extracción de arcillas refractarias destinadas a la fabricación de elementos utilizados en la construcción y en la decoración. La actividad minera comenzó a principios del siglo XX, con extracciones bajo tierra. Durante muchos años dio trabajo a gente de localidades cercanas, e incluso facilitó la llegada de nuevos pobladores, mineros llegados de lejanas tierras que decidieron instalarse aquí. La incorporación de la maquinaria y las explotaciones a cielo abierto han hecho que se necesiten menos trabajadores. Hoy en día se cuentan cuatro minas que están en funcionamiento.

## Administración y política
El actual alcalde es Francisco Javier Agut Aragonés, del PAR.
| Elecciones municipales del 28 de mayo de 2023 |       |         |            |
| Partido                                       | Votos | %       | Concejales |
| PSOE                                          | 33    | 46,48 % | 1          |
| PP                                            | 30    | 42,25 % | 1          |
| PAR                                           | 20    | 28,17 % | 1          |

| Período   | Alcalde                   | Partido      | Partido |
| --------- | ------------------------- | ------------ | ------- |
| 1979-1983 | Antonio Serrano Gastón    | UCD          |         |
| 1983-1987 | Eduardo Centelles Manero  | PSOE-Aragón  |         |
| 1987-1991 | Eduardo Centelles Manero  | PSOE-Aragón  |         |
| 1991-1995 | Agustín Edo Gasco         | PP de Aragón |         |
| 1995-1999 | Agustín Edo Gasco         | PP de Aragón |         |
| 1999-2003 | Agustín Edo Gasco         | PP de Aragón |         |
| 2003-2007 | María Pilar Sastre Gil    | PSOE         |         |
| 2007-2011 | José Manuel Insa Vallés   | PAR          |         |
| 2011-2015 | José Manuel Insa Vallés   | PAR          |         |
| 2015-2019 | José Manuel Insa Vallés   | PAR          |         |
| 2019-2023 | Santiago Angosto Fort     | PAR          |         |
| 2023      | Fco. Javier Agut Aragones | PAR          |         |

| Partido político    | Partido político                                   | 1979   | 1983   | 1987   | 1991   | 1995   | 1999   | 2003   | 2007   | 2011   | 2015   | 2019   | 2023   |
| Partido político    | Partido político                                   | Ediles | Ediles | Ediles | Ediles | Ediles | Ediles | Ediles | Ediles | Ediles | Ediles | Ediles | Ediles |
|                     | Partido Aragonés (PAR)                             | —      | —      | —      | —      | —      | —      | 0      | 3      | 4      | 4      | 2      | 1      |
|                     | Partido de los Socialistas de Aragón (PSOE-Aragón) | —      | 5      | 5      | 1      | —      | 1      | 4      | 2      | 1      | 1      | 1      | 1      |
|                     | Partido Popular de Aragón (PP)                     | —      | —      | —      | 4      | 5      | 4      | 1      | 0      | 0      | 0      | 0      | 1      |
|                     | Chunta Aragonesista (CHA)                          | —      | —      | —      | —      | —      | —      | —      | 0      | —      | —      | —      | —      |
|                     | Unión de Centro Democrático (UCD)                  | 5      | —      | —      | —      | —      | —      | —      | 0      | —      | —      | —      | —      |
| Total de concejales | Total de concejales                                | 5      | 5      | 5      | 5      | 5      | 5      | 5      | 5      | 5      | 5      | 3      | 3      |

## Patrimonio

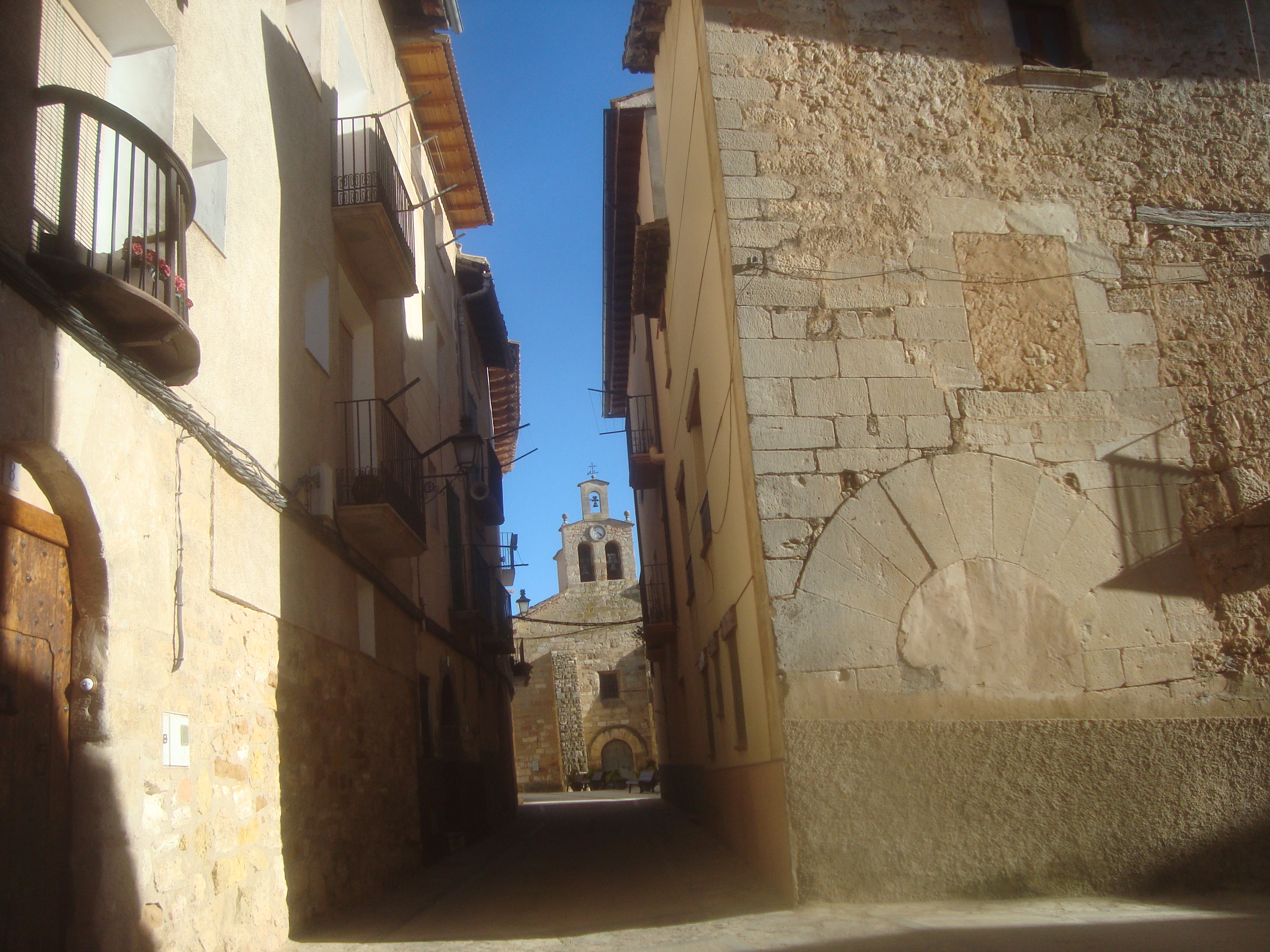
Casco antiguo

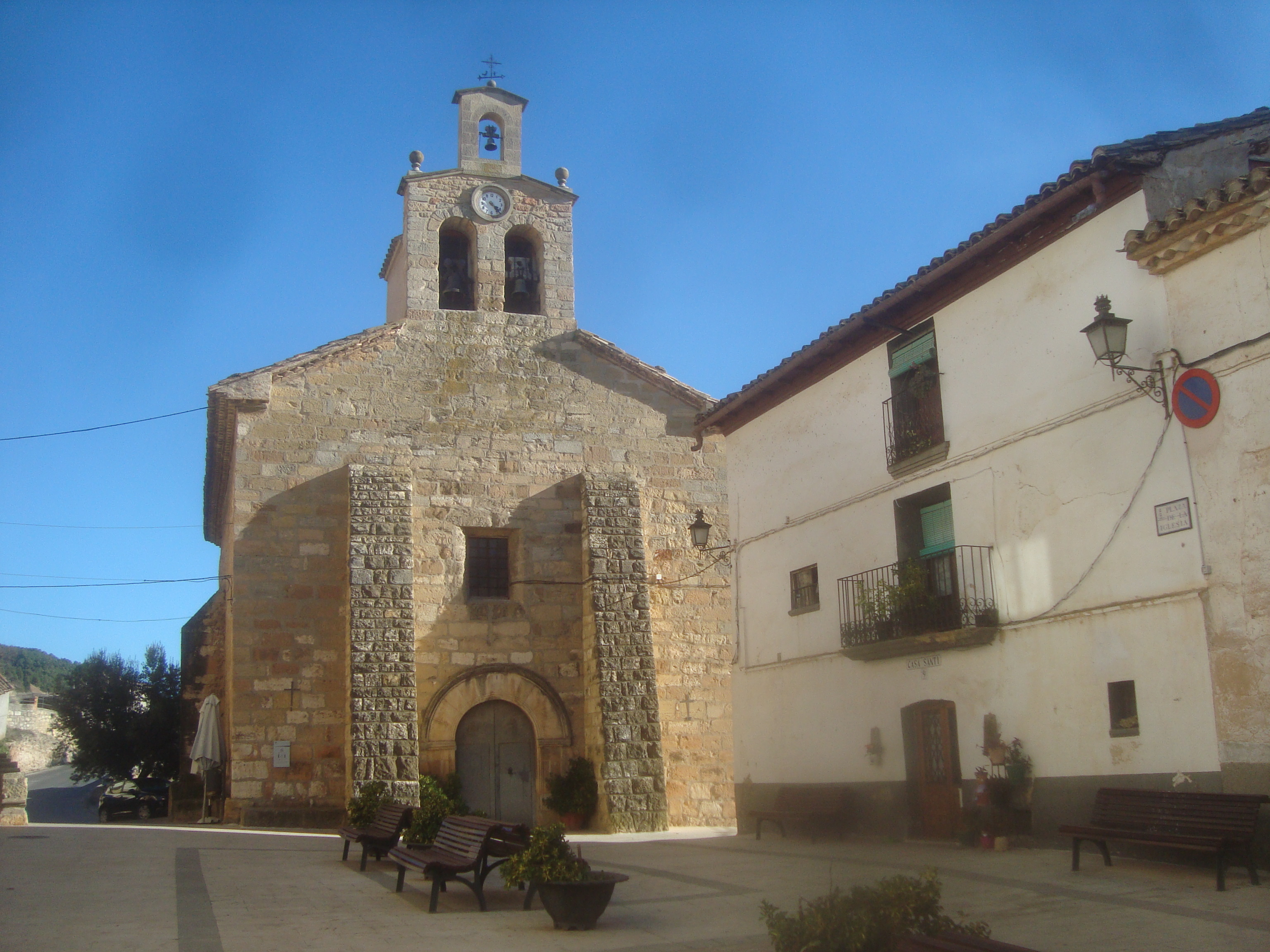
Iglesia parroquial de San Blas

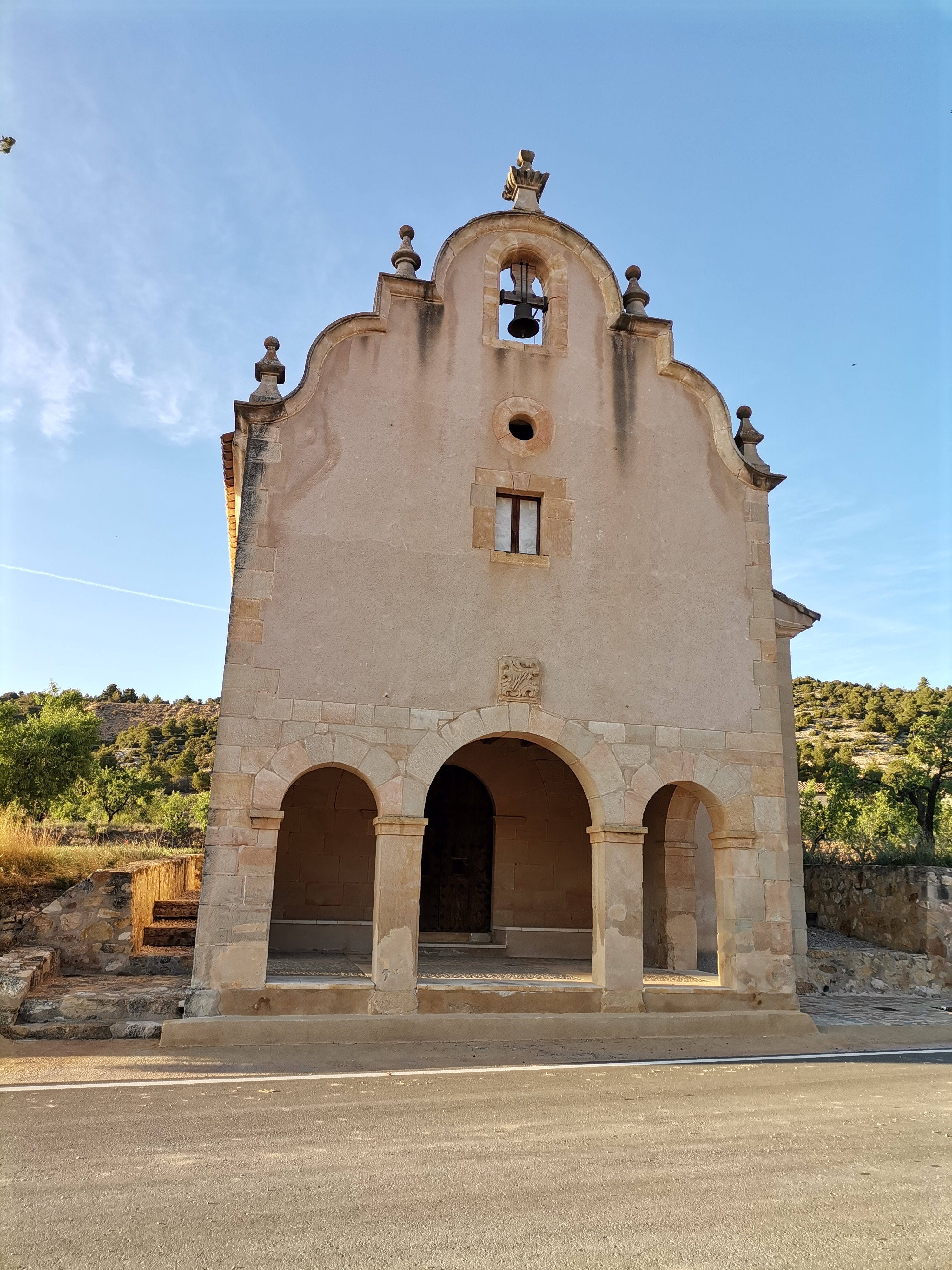
Ermita Virgen Pilar

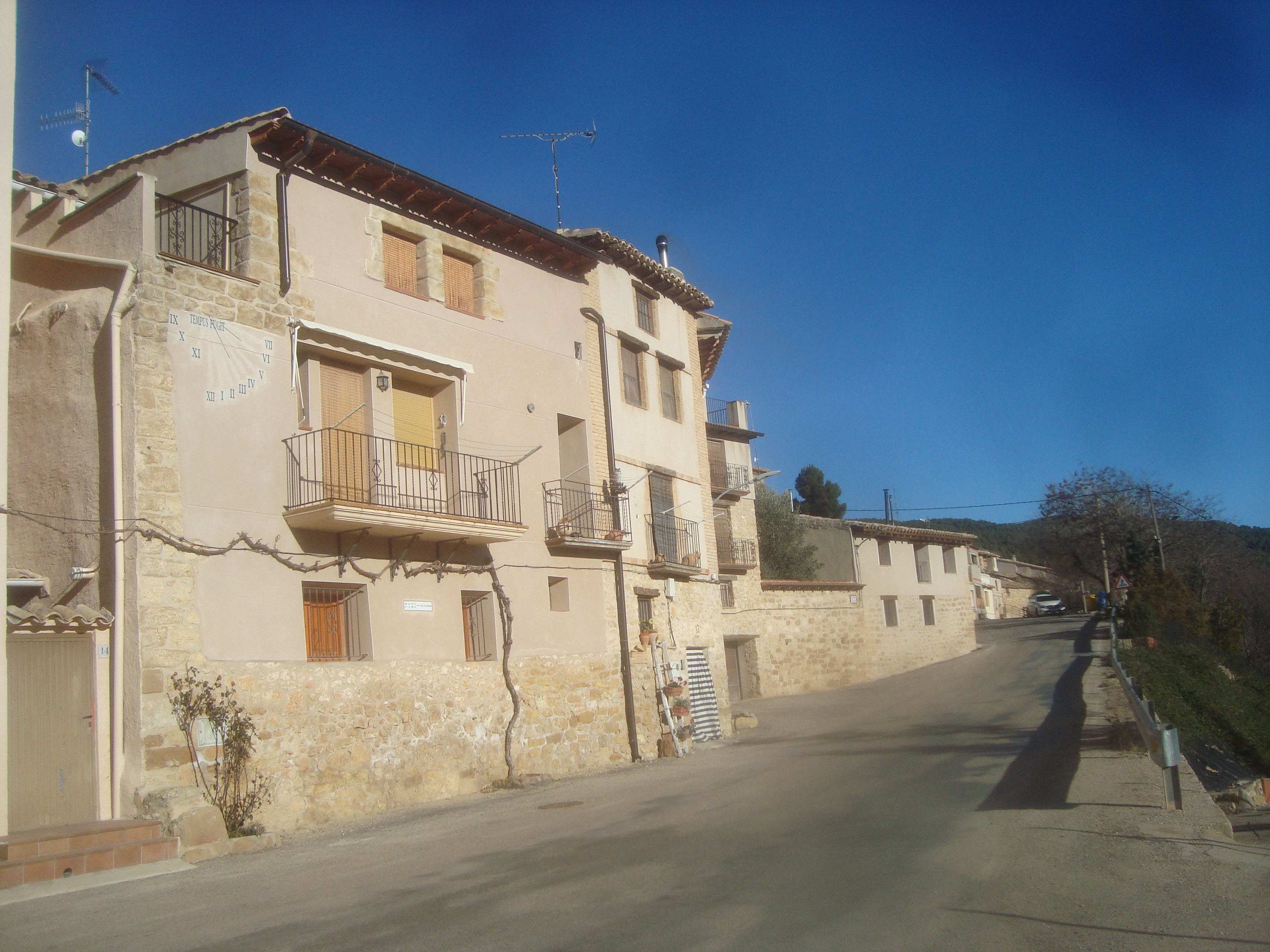
La Cañada de Verich

- Ermita de N.ª Señora del Pilar: Madoz ya indicaba, mediados del siglo XIX, que se encontraba en la “circunferencia” de Cañada “una ermita u oratorio dedicado a Nuestra Señora del Pilar, muy cerca del pueblo”. Presenta un pórtico a los pies realizado con buenos sillares, en el que se abren tres arcos en el frente (el central de mayores dimensiones) y uno en cada lateral. Sobre el arco central se dispone un pequeño relieve con las cañas alusivas al escudo de la población. Tiene una sola nave, de planta cuadrada y cubierta con una gran cúpula sobre pechinas sobre la que recae todo el protagonismo. Un pequeño ábside de planta semicircular y unos pequeños tramos laterales sobresalientes completan la planta de este edificio. En el exterior destaca la fachada con remate de perfil mixtilíneo y la torre-cimborrio poligonal. El interior presenta una animada decoración en estuco y pintura mural.[13]
- La iglesia parroquial de San Blas. Hay noticias de la existencia de un templo en 1324, muy modificado a finales del siglo XVI. Es una construcción del estilo gótico usual en la zona del Matarraña. planta con una sola nave y ábside poligonal, exterior con gruesos contrafuertes y utilización de bóveda de crucería simple. Se trata de un edificio de mampostería y cantería. Es una obra sobria, en la que predomina el macizo sobre el vano. Se abren dos pequeños y sencillos vanos en el lado de la Epístola: uno en la cabecera y otro en los pies. Interiormente no se ve ningún capitel u otro motivo decorado. Están labradas las claves de las bóvedas de crucería: en dos de ellas se representó la cruz de Calatrava (orden de la que dependió) y en otra, una caña (motivo central del escudo de esta población). Un documento del Archivo Histórico de Protocolos de Alcañiz del 6 de febrero de 1660 hace referencia a unas sencillas obras de reforma que necesitaba esta iglesia, este documento proviene de Toledo y en él se especifica claramente que esta iglesia era propiedad de la Orden de Calatrava. Exteriormente destaca su fachada principal: está situada a los pies y en ella se abre una sencilla puerta en arco de medio punto, flanqueada por dos gruesos contrafuertes. Está coronada por una gran espadaña posterior.[14]
- El Ayuntamiento ocupa un sobrio y majestuoso palacio calatravo, relacionado posteriormente con la cofradía de san Blas. Se trata de un edificio de tres alturas, realizado en mampostería y cantería. Fue la antigua escuela de niños y el antiguo juzgado de paz. Datado según una réplica del escudo en su fachada en la década de 1730. Casa-palacio calatravo, obra de mampostería con sillar en el que destacan las ventanas adinteladas con alféizar volado y la puerta de acceso de arco de medio punto moldurado con escudo en la clave.[15]
- Otros bienes patrimoniales: el conjunto hidráulico de la plaza de la Fuente con los manantiales de arriba y abajo, este último con su restaurado lavadero; el antiguo horno de pan, las norias de riego que salpican la huerta de la villa o el recientemente restaurado molino de aceite. Este molino[16] actualmente acoge un espacio museístico en el que se explica el proceso de elaboración del aceite de oliva así como la historia de su producción.[17]
- La Cañada de Verich es una de las 11 poblaciones de la Comarca del Bajo Aragón que forman parte del parque cultural del Maestrazgo y del...
- Geoparque: en la carta paleontológica del Gobierno de Aragón existe un yacimiento paleontológico en este término municipal, el denominado como Cañada de Verich 001, que se encuentra en las trincheras de la carretera que une esta población con Torrevelilla. Se trata de un yacimiento que contiene variedad de restos fósiles de invertebrados marinos (ammonites, belemnites, braquiópodos, etc.) del periodo jurásico.
- El Frontón